# FC Groningen in het seizoen 2024/25
In het seizoen 2024/25 kwam FC Groningen weer uit in de Eredivisie, nadat het vorig seizoen promoveerde in de Keuken Kampioen Divisie. Daar eindigde FC Groningen als 13e. Ook kwam FC Groningen weer uit in de TOTO KNVB Beker, waarin het niet verder kwam dan de tweede ronde.

## Selectie
| Nr.           | Nat.       | Naam                  | Geb. dat.  | Contract tot |
| Doelmannen    | Doelmannen | Doelmannen            | Doelmannen | Doelmannen   |
| ------------- | ---------- | --------------------- | ---------- | ------------ |
| 1             | Suriname   | Etienne Vaessen       | 26-07-1995 | 2027         |
| 21            | Nederland  | Hidde Jurjus          | 09-02-1994 | 2026         |
| 24            | Nederland  | Dirk Baron            | 16-08-2002 | 2025         |
| 31            | Nederland  | Jasper Meijster       | 03-01-2005 | 2025         |
| Verdedigers   |            |                       |            |              |
| 2             | Nederland  | Wouter Prins          | 06-02-2004 | 2027         |
| 3             | Nederland  | Thijmen Blokzijl      | 25-02-2005 | 2026         |
| 4             | Zweden     | Hjalmar Ekdal         | 21-10-1998 | 2025         |
| 5             | Duitsland  | Marco Rente           | 25-02-1997 | 2027         |
| 7             | Curaçao    | Leandro Bacuna        | 21-08-1991 | 2025         |
| 22            | Nederland  | Finn Stam             | 13-04-2003 | 2025         |
| 36            | Nederland  | Maxim Mariani         | 03-11-2004 | 2025         |
| 43            | België     | Marvin Peersman       | 10-02-1991 | 2026         |
| 67            | Nederland  | Sven Bouland          | 22-02-2006 | 2027         |
| Middenvelders |            |                       |            |              |
| 6             | Nederland  | Stije Resink          | 28-05-2003 | 2028         |
| 8             | Noorwegen  | Johan Hove            | 07-09-2000 | 2026         |
| 10            | Italië     | Luciano Valente       | 04-10-2003 | 2028         |
| 14            | Nederland  | Jorg Schreuders       | 09-09-2004 | 2027         |
| 16            | Nederland  | Dave Kwakman          | 07-08-2004 | 2025         |
| 18            | Nederland  | Tika de Jonge         | 11-03-2003 | 2026         |
| 20            | Nederland  | Mats Seuntjens        | 17-04-1992 | 2026         |
| 25            | Nederland  | Thijs Oosting         | 02-05-2000 | 2027         |
| 46            | Nederland  | David van der Werff   | 31-04-2004 | 2026         |
| Aanvallers    |            |                       |            |              |
| 9             | IJsland    | Brynjólfur Willumsson | 12-08-2000 | 2027         |
| 11            | Frankrijk  | Noam Emeran           | 24-09-2002 | 2027         |
| 23            | Nederland  | Fofin Turay           | 07-06-2004 | 2025         |
| 26            | Nederland  | Thom van Bergen       | 06-01-2004 | 2026         |
| 27            | Portugal   | Rui Mendes            | 10-11-1999 | 2027         |
| 29            | Nederland  | Romano Postema        | 07-02-2002 | 2027         |
| 33            | Zweden     | Alex Mortensen        | 13-07-2002 | 2025         |

Bron: Team van FC Groningen

## Transfers
Voor recente transfers bekijk: Lijst van Eredivisie transfers zomer 2024/25
Voor recente transfers bekijk: Lijst van Eredivisie transfers winter 2024/25

### Zomer

#### Aangetrokken
| Nationaliteit | Naam               | Positie      | Vorige club            | Bijzonderheid       |
| ------------- | ------------------ | ------------ | ---------------------- | ------------------- |
| Duitsland     | Florian Krüger     | Aanvaller    | Eintracht Braunschweig | Was verhuurd        |
| Indonesië     | Ragnar Oratmangoen | Aanvaller    | Fortuna Sittard        | Was verhuurd        |
| Nederland     | Stije Resink       | Middenvelder | Almere City FC         | Transfer, € 700.000 |
| Suriname      | Etienne Vaessen    | Doelman      | RKC Waalwijk           | Transfervrij        |
| Nederland     | Kevin van Veen     | Aanvaller    | Kilmarnock             | Was verhuurd        |

#### Vertrokken
| Nationaliteit | Naam               | Positie      | Nieuwe club        | Bijzonderheid       |
| ------------- | ------------------ | ------------ | ------------------ | ------------------- |
| Nederland     | Nick Bakker        | Verdediger   |                    | Gestopt             |
| Nederland     | Daniël Beukers     | Verdediger   | FC Volendam        | Transfervrij        |
| Kaapverdië    | Laros Duarte       | Middenvelder | Puskás Akadémia FC | Transfer, € 875.000 |
| Suriname      | Liam van Gelderen  | Verdediger   | RKC Waalwijk       | Transfervrij        |
| Duitsland     | Florian Krüger     | Aanvaller    | Beerschot VA       | Transfer            |
| Noorwegen     | Kristian Lien      | Aanvaller    | Kristiansund BK    | Verhuurd            |
| Noorwegen     | Isak Dybvik Määttä | Verdediger   | FK Bodø/Glimt      | Transfer, € 600.000 |
| Nederland     | Nordin Musampa     | Verdediger   | Geen club          | Transfervrij        |
| Indonesië     | Ragnar Oratmangoen | Aanvaller    | FCV Dender EH      | Transfervrij        |
| Nederland     | Kevin van Veen     | Aanvaller    | St. Mirren FC      | Verhuurd            |

### Winter

#### Aangetrokken
| Nationaliteit | Naam           | Positie      | Vorige club  | Bijzonderheid |
| ------------- | -------------- | ------------ | ------------ | ------------- |
| Zweden        | Hjalmar Ekdal  | Verdediger   | Burnley FC   | Gehuurd       |
| Nederland     | Dave Kwakman   | Middenvelder | AZ           | Gehuurd       |
| Nederland     | Mats Seuntjens | Middenvelder | CD Castellón | Transfervrij  |

#### Vertrokken
| Nationaliteit | Naam           | Positie      | Nieuwe club | Bijzonderheid |
| ------------- | -------------- | ------------ | ----------- | ------------- |
| Noorwegen     | Kristian Lien  | Aanvaller    | HamKam      | Verhuurd      |
| Nederland     | Kian Slor      | Aanvaller    | ACV Assen   | Transfervrij  |
| Nederland     | Joey Pelupessy | Middenvelder | Lommel SK   | Transfervrij  |

## Staf
| Naam                | Nationaliteit | Functie                         | Sinds | Contract | Vorige club      |
| ------------------- | ------------- | ------------------------------- | ----- | -------- | ---------------- |
| Technische staf     |               |                                 |       |          |                  |
| Dick Lukkien        | Nederland     | Hoofdtrainer                    | 2023  | 2026     | FC Emmen         |
| Marcel Groninger    | Nederland     | Assistent-trainer               | 2023  | 2025     | IJsselmeervogels |
| Casper Goedkoop     | Nederland     | Assistent-trainer               | 2023  | 2025     | FC Emmen         |
| John Vos            | Nederland     | Keeperstrainer                  | 2023  | 2025     | FC Den Bosch     |
| Medische staf       |               |                                 |       |          |                  |
| Ricky Henry         | Nederland     | Fysiektrainer                   | 2023  |          |                  |
| Jacco van Olst      | Nederland     | Fysiektrainer                   | 2023  |          |                  |
| Stijn de Bruijn     | Nederland     | Sportarts                       | 2007  |          |                  |
| Robbert de Groot    | Nederland     | Inspanningsfysioloog            | 2015  |          |                  |
| Wouter van den Berg | Nederland     | Manueel therapeut               | 2010  |          |                  |
| Linda Swart         | Nederland     | Diëtist                         | 2005  |          |                  |
| Derk Jan Drenth     | Nederland     | Huisarts                        | 2014  |          |                  |
| Reinoud Brouwer     | Nederland     | Orthopedisch chirurg            | 2014  |          |                  |
| Overige staf        |               |                                 |       |          |                  |
| Joost Kooistra      | Nederland     | Teammanager                     | 2024  |          |                  |
| Art Langeler        | Nederland     | Manager Voetbal en Ontwikkeling | 2024  |          |                  |
| Arno de Jong        | Nederland     | Hoofd Scouting                  | 2024  |          |                  |
| Henk Veldmate       | Nederland     | Internationaal Scout            | 2023  | 2026     |                  |

## Wedstrijden

### Vriendschappelijk
| Datum & Tijd           | Wedstrijd                         | Uitslag | Verslag |
| ---------------------- | --------------------------------- | ------- | ------- |
| 03-07-2024 – 19:30 uur | VV GOMOS – FC Groningen           | 0 – 9   | 1       |
| 06-07-2024 – 14:00 uur | VV ASVB – FC Groningen            | 0 – 15  | 2       |
| 10-07-2024 – 15:00 uur | FC Groningen – FCV Dender         | 4 – 4   | 3       |
| 13-07-2024 – 15:00 uur | FC Groningen – FC Rot-Weiß Erfurt | 1 – 0   | 4       |
| 20-07-2024 – 14:30 uur | FC Groningen – FC Emmen           | 3 – 2   | 5       |
| 27-07-2024 – 14:30 uur | PAS Lamia – FC Groningen          | 1 – 4   | 6       |
| 02-08-2024 – 18:00 uur | FC Groningen – Heracles Almelo    | 2 – 0   | 7       |
| 10-10-2024 – 19:00 uur | FC Groningen – Viking FK          | 0 – 0   | 8       |
| 05-01-2025 – 15:00 uur | FC Groningen – SV Elversberg      | 0 – 1   | 9       |

### Eredivisie
| №  | Datum & Tijd                                  | Wedstrijd                       | Uitslag | Verslag   |
| -- | --------------------------------------------- | ------------------------------- | ------- | --------- |
| 1  | 09-08-2024 – 20:00 uur                        | FC Groningen – NAC Breda        | 4 – 1   | 1         |
| 2  | 17-08-2024 – 21:00 uur                        | RKC Waalwijk – FC Groningen     | 1 – 2   | 2         |
| 3  | 25-08-2024 – 12:15 uur                        | FC Groningen – AZ               | 0 – 0   | 3         |
| 4  | 31-08-2024 – 16:30 uur                        | Almere City FC – FC Groningen   | 1 – 1   | 4         |
| 5  | 14-09-2024 – 18:45 uur                        | FC Groningen – Feyenoord        | 2 – 2   | 5         |
| 6  | 22-09-2024 – 12:15 uur                        | sc Heerenveen – FC Groningen    | 2 – 1   | 6         |
| 7  | 29-09-2024 – 14:30 uur                        | FC Groningen – Go Ahead Eagles  | 0 – 1   | 7         |
| 8  | 06-10-2024 – 16:45 uur                        | Ajax – FC Groningen             | 3 – 1   | 8         |
| 9  | 20-10-2024 – 14:30 uur                        | FC Groningen – FC Utrecht       | 0 – 1   | 9         |
| 10 | 26-10-2024 – 16:30 uur                        | Fortuna Sittard – FC Groningen  | 0 – 1   | 10        |
| 11 | 03-11-2024 – 14:30 uur                        | N.E.C. – FC Groningen           | 6 – 0   | 11        |
| 12 | 09-11-2024 – 16:30 uur                        | FC Groningen – Sparta Rotterdam | 1 – 0   | 12        |
| 13 | 23-11-2024 – 21:00 uur                        | PSV – FC Groningen              | 5 – 0   | 13        |
| 14 | 30-11-2024 – 18:45 uur                        | FC Groningen – Willem II        | 2 – 0   | 14        |
| 15 | 08-12-2024 – 12:15 uur                        | FC Groningen – PEC Zwolle       | 0 – 0   | 15        |
| 16 | 15-12-2024 – 14:30 uur                        | FC Twente – FC Groningen        | 2 – 0   | 16        |
| 17 | 21-12-2024 – 21:00 uur 28-01-2025 – 20:00 uur | Heracles Almelo – FC Groningen  | 1 – 1   | 17-1 17-2 |
| 18 | 12-01-2025 – 14:30 uur                        | FC Groningen – Almere City FC   | 0 – 0   | 18        |
| 19 | 18-01-2025 – 21:00 uur                        | Go Ahead Eagles – FC Groningen  | 2 – 1   | 19        |
| 20 | 25-01-2025 – 21:00 uur                        | FC Groningen – sc Heerenveen    | 1 – 0   | 20        |
| 21 | 02-02-2025 – 16:45 uur                        | Sparta Rotterdam – FC Groningen | 1 – 0   | 21        |
| 22 | 08-02-2025 – 20:00 uur                        | FC Groningen – N.E.C.           | 2 – 1   | 22        |
| 23 | 15-02-2025 – 21:00 uur                        | Willem II – FC Groningen        | 1 – 3   | 23        |
| 24 | 01-03-2025 – 20:00 uur                        | FC Groningen – FC Twente        | 1 – 1   | 24        |
| 25 | 02-04-2025 – 20:00 uur                        | Feyenoord – FC Groningen        | 4 – 1   | 25        |
| 26 | 16-03-2025 – 14:30 uur                        | FC Groningen – Fortuna Sittard  | 1 – 0   | 26        |
| 27 | 29-03-2025 – 16:30 uur                        | NAC Breda – FC Groningen        | 1 – 1   | 27        |
| 28 | 05-04-2025 – 20:00 uur                        | FC Groningen – PSV              | 1 – 3   | 28        |
| 29 | 13-04-2025 – 12:15 uur                        | FC Utrecht – FC Groningen       | 3 – 1   | 29        |
| 30 | 23-04-2025 – 20:00 uur                        | FC Groningen – Heracles Almelo  | 4 – 1   | 30        |
| 31 | 03-05-2025 – 20:00 uur                        | FC Groningen – RKC Waalwijk     | 6 – 1   | 31        |
| 32 | 11-05-2025 – 16:45 uur                        | AZ – FC Groningen               | 3 – 0   | 32        |
| 33 | 14-05-2025 – 20:00 uur                        | FC Groningen – Ajax             | 2 – 2   | 33        |
| 34 | 18-05-2025 – 14:30 uur                        | PEC Zwolle – FC Groningen       | 2 – 0   | 34        |

### TOTO KNVB Beker
| Ronde        | Datum & Tijd           | Wedstrijd                   | Uitslag | Verslag |
| ------------ | ---------------------- | --------------------------- | ------- | ------- |
| Eerste ronde | 29-10-2024 – 21:00 uur | Kolping Boys – FC Groningen | 1 – 5   | 1       |
| Tweede ronde | 18-12-2024 – 21:00 uur | AZ – FC Groningen           | 3 – 1   | 2       |

## Statistieken

### Eindstand in Nederlandse Eredivisie
| Stand | Gespeeld | Gewonnen | Gelijk | Verloren | Punten | Doelpunten voor | Doelpunten tegen | Gele kaarten | Twee gele kaarten | Rode kaarten |
| ----- | -------- | -------- | ------ | -------- | ------ | --------------- | ---------------- | ------------ | ----------------- | ------------ |
| 13e   | 34       | 10       | 9      | 15       | 39     | 40              | 53               | 57           | 2                 | 4            |

#### Punten, stand en doelpunten per speelronde
| Speelronde                            | 1  | 2  | 3  | 4  | 5  | 6  | 7  | 8   | 9   | 10  | 11  | 12  | 13  | 14  | 15  | 16  | 17  | 18  | 19  | 20  | 21  | 22  | 23  | 24  | 25  | 26  | 27  | 28  | 29  | 30  | 31 | 32  | 33  | 34  | Totaal |
| ------------------------------------- | -- | -- | -- | -- | -- | -- | -- | --- | --- | --- | --- | --- | --- | --- | --- | --- | --- | --- | --- | --- | --- | --- | --- | --- | --- | --- | --- | --- | --- | --- | -- | --- | --- | --- | ------ |
| Aantal punten per speelronde          | 3  | 3  | 1  | 1  | 1  | 0  | 0  | 0   | 0   | 0   | 0   | 3   | 0   | 3   | 1   | 0   | 1   | 1   | 0   | 3   | 0   | 3   | 3   | 1   | 0   | 3   | 1   | 0   | 0   | 3   | 3  | 0   | 1   | 0   | 39     |
| Aantal punten na speelronde           | 3  | 6  | 7  | 8  | 9  | 9  | 9  | 9   | 9   | 9   | 9   | 12  | 12  | 15  | 16  | 16  | 17  | 18  | 18  | 21  | 21  | 24  | 27  | 28  | 28  | 31  | 32  | 32  | 32  | 35  | 38 | 38  | 39  | 39  | 39     |
| Stand na speelronde                   | 2e | 3e | 2e | 5e | 5e | 7e | 9e | 11e | 13e | 14e | 15e | 13e | 15e | 13e | 14e | 14e | 14e | 13e | 15e | 14e | 15e | 15e | 8e  | 10e | 10e | 9e  | 8e  | 11e | 13e | 11e | 9e | 11e | 12e | 13e | 13e    |
| Aantal doelpunten per speelronde      | 4  | 2  | 0  | 1  | 2  | 1  | 0  | 1   | 0   | 0   | 0   | 1   | 0   | 2   | 0   | 0   | 1   | 0   | 1   | 1   | 0   | 2   | 3   | 1   | 1   | 1   | 1   | 1   | 1   | 4   | 6  | 0   | 2   | 0   | 40     |
| Aantal tegendoelpunten per speelronde | 1  | 1  | 0  | 1  | 2  | 2  | 1  | 3   | 1   | 1   | 6   | 0   | 5   | 0   | 0   | 2   | 1   | 0   | 2   | 0   | 1   | 1   | 1   | 1   | 4   | 0   | 1   | 3   | 3   | 1   | 1  | 3   | 2   | 2   | 53     |
| Doelsaldo na speelronde               | +3 | +4 | +4 | +4 | +4 | +3 | +2 | 0   | −1  | −2  | −8  | −7  | −12 | −10 | −10 | −12 | −12 | −12 | −13 | −12 | −13 | −12 | −10 | −10 | −13 | −12 | −12 | −14 | −16 | −13 | −8 | −11 | −11 | −13 | −13    |

### Topscorers
| Nr.                           | Naam                          | Goal |
| ----------------------------- | ----------------------------- | ---- |
| 1.                            | Thom van Bergen               | 5    |
| 1.                            | Stije Resink                  | 5    |
| 1.                            | Jorg Schreuders               | 5    |
| 4.                            | Leandro Bacuna                | 4    |
| 4.                            | Brynjólfur Willumsson         | 4    |
| 6.                            | Dave Kwakman                  | 2    |
| 6.                            | Romano Postema                | 2    |
| 6.                            | Marco Rente                   | 2    |
| 6.                            | Mats Seuntjens                | 2    |
| 6.                            | Luciano Valente               | 2    |
| 11.                           | Thijmen Blokzijl              | 1    |
| 11.                           | Noam Emeran                   | 1    |
| 11.                           | Tika de Jonge                 | 1    |
| 11.                           | Rui Mendes                    | 1    |
| 11.                           | Thijs Oosting                 | 1    |
| 11.                           | Wouter Prins                  | 1    |
| Eigen doelpunten tegenstander | Eigen doelpunten tegenstander | 1    |
| Totaal                        | Totaal                        | 40   |

| Nr.                           | Naam                          | Goal |
| ----------------------------- | ----------------------------- | ---- |
| 1.                            | Thijs Oosting                 | 3    |
| 2.                            | Leandro Bacuna                | 1    |
| 2.                            | Rui Mendes                    | 1    |
| 2.                            | Stije Resink                  | 1    |
| Eigen doelpunten tegenstander | Eigen doelpunten tegenstander | 0    |
| Totaal                        | Totaal                        | 6    |

### Assists
| Nr.    | Naam                  | Assist |
| ------ | --------------------- | ------ |
| 1.     | Luciano Valente       | 7      |
| 2.     | Leandro Bacuna        | 3      |
| 3.     | Marvin Peersman       | 2      |
| 3.     | Stije Resink          | 2      |
| 3.     | Mats Seuntjens        | 2      |
| 6.     | Thom van Bergen       | 1      |
| 6.     | Tika de Jonge         | 1      |
| 6.     | Rui Mendes            | 1      |
| 6.     | Joey Pelupessy        | 1      |
| 6.     | Wouter Prins          | 1      |
| 6.     | Marco Rente           | 1      |
| 6.     | Jorg Schreuders       | 1      |
| 6.     | Finn Stam             | 1      |
| 6.     | Brynjólfur Willumsson | 1      |
| Totaal | Totaal                | 25     |

| Nr.    | Naam            | Assist |
| ------ | --------------- | ------ |
| 1.     | Thom van Bergen | 1      |
| 1.     | Johan Hove      | 1      |
| 1.     | Romano Postema  | 1      |
| 1.     | Luciano Valente | 1      |
| Totaal | Totaal          | 4      |

1 Vaessen ·
2 Prins ·
3 Blokzijl ·
4 Ekdal ·
5 Rente ·
6 Resink ·
7 Bacuna  ·
9 Willumsson ·
10 Valente ·
11 Emeran ·
14 Schreuders ·
16 Kwakman ·
18 De Jonge ·
20 Seuntjens ·
21 Jurjus ·
22 Stam ·
23 Turay ·
24 Baron ·
25 Oosting ·
26 Van Bergen ·
27 Mendes ·
29 Postema ·
31 Meijster ·
33 Mortensen ·
36 Mariani ·
43 Peersman ·
46 Van der Werff ·
56 Speelman ·
57 Eggens ·
67 Bouland ·
70 Leicester ·
Van Veen ·
Coach: Lukkien
· Assistent-coach: Goedkoop
· Assistent-coach: Groninger
· Keeperstrainer: Vos
Ajax ·
Almere City FC ·
AZ · 
Feyenoord ·
Fortuna Sittard ·
Go Ahead Eagles ·
FC Groningen ·
sc Heerenveen ·
Heracles Almelo ·
NAC Breda ·
N.E.C. ·
PEC Zwolle ·
PSV ·
RKC Waalwijk ·
Sparta Rotterdam ·
FC Twente ·
FC Utrecht ·
Willem II